# 蘆之湖遊覽船
蘆之湖遊覽船（日语：／ ashinoko yūransen */?）是於神奈川縣箱根町蘆之湖運航的觀光船，原本由西武集團旗下的伊豆箱根鐵道營運，後於2023年3月成為富士急行的子會社。標準色為「西武獅子色」（日语：ライオンズカラー，白底藍紅綠色相間）。而蘆之湖遊覽船也與溫泉女孩進行異業合作，推廣箱根地區的觀光。

## 概要
蘆之湖遊覽船主要經營來往「湖尻港」、「箱根園港」、「関所跡港」、「元箱根港」的定期航班，另有經營從「湖尻港・箱根園港」及「関所跡港・元箱根港」出發的蘆之湖周遊船。
另於每月13日九頭龍神社舉行祭典時，提供往返「元箱根港」與「九頭龍神社（本宮）」間的航班。
蘆之湖遊覽船可利用伊豆箱根鐵道「箱根旅助通」票券免費乘坐。該票券在小田原地區的伊豆箱根營業所以及日本全国旅行社（包括西武觀光、西武旅行、伊豆箱根旅行）均有販售。
此外，西武鐵道各站於2004年起亦有販售小田急電鐵「箱根周遊券」。但箱根周遊券僅能乘坐同屬小田急系統的箱根海賊船，無法使用西武集團的蘆之湖遊覽船，須另行購票。

## 歷史
- 1911年7月 時任西武會長堤康次郎設立箱根遊船公司，開始在蘆之湖經營觀光船事業。[1]
- 1920年4月 箱根土地（現王子大飯店）併購箱根遊船。自此在蘆之湖經營觀光船的組織被整併，蘆之湖觀光船成為獨佔事業。
- 1938年4月 箱根遊船合併至駿豆鐵道，社名更變為「駿豆鐵道箱根遊船」。
- 1940年11月 社名再度變更為「駿豆鐵道」。
- 1950年3月10日 小田急集團成立箱根觀光船公司，打破蘆之湖觀光船事業獨佔的現象，西武與小田急相爭出現白熱化。[5]
- 1957年6月 社名變更為「伊豆箱根鐵道」。
- 1961年 日本首艘雙體遊覧船在蘆之湖首航。[1]
- 2018年4月27日 伊豆箱根鐵道與關係企業伊豆箱根巴士合作，開辦往返「箱根營業所」～「箱根園案内所」間水陸兩用觀光巴士「忍者巴士水蜘蛛」（NINJABUS WATER SPIDER）[6][7]。
- 2022年10月3日，伊豆箱根鐵道宣布，將蘆之湖遊覽船的業務出售給富士急行，並於2023年3月成為富士急行的子會社[8][9][10][11][12]。

## 遊覧船停泊港口
| 港口名稱       | 英文名稱 | 轉乘路線、備註                                                                                |
| -------------- | -------- | --------------------------------------------------------------------------------------------- |
| 湖尻港         |          | 伊豆箱根巴士、小田急箱根高速巴士 桃源台（OH65）： 箱根空中纜車、 箱根海賊觀光船（徒步5~7分）  |
| 箱根園港       |          | 伊豆箱根巴士、箱根登山巴士 伊豆箱根鐵道：箱根駒岳索道線                                       |
| 箱根關所遺跡港 |          | 伊豆箱根巴士、箱根登山巴士 箱根町港（OH66）： 箱根海賊觀光船（徒步3~5分）                     |
| 元箱根港       |          | 伊豆箱根巴士、小田急箱根高速巴士、箱根登山巴士 元箱根港（OH67）： 箱根海賊觀光船（徒步3~5分） |

## 運航船艦
|  | 船體       | 船名 | 造船公司   | 定員人數 | 總噸位 | 船體長度 | 船體寬度 | 航速 | 備考          |
|  | ---------- | ---- | ---------- | -------- | ------ | -------- | -------- | ---- | ------------- |
|  | 雙體遊覽船 |      | 橫濱帆船   | 700名    | 337t   | 28.80m   | 11.60m   | 11kt | [ 13 ] [ 14 ] |
|  | 雙體遊覽船 |      | 橫濱帆船   | 700名    | 231t   | 25.25m   | 11.60m   | 11kt | [ 13 ] [ 14 ] |
|  | 雙體遊覽船 |      | 橫濱帆船   | 700名    | 265t   | 26.47m   | 11.60m   | 11kt | [ 13 ] [ 14 ] |
|  | 普通遊覽船 |      | 墨田川造船 | 250名    | 135t   | 27.50m   | 6.00m    | 11kt | [ 13 ] [ 15 ] |

## 外部連結
- 箱根芦ノ湖遊覧船（2023年2月以前）
  - 箱根芦ノ湖遊覧船 遊覧船時刻表（2023年2月以前）

- 箱根遊船（2023年3月以後）
  - 箱根遊船 時刻表・乗り場のご案内（2023年3月以後）

- 蘆之湖遊覽船的Facebook專頁